# アクタージュ act-age
『アクタージュ act-age』は、原作：マツキタツヤ、漫画：宇佐崎しろによる日本の漫画。マツキと宇佐崎は初連載作品であり、宇佐崎が漫画を描いたのはこれで2作目であった。『週刊少年ジャンプ』（集英社）において、2018年8号から2020年36・37合併号まで連載された（連載終了の経緯については後述）。
少年漫画としては珍しい「役者」という題材を扱っており、天才的な演技の才能を秘めた主人公の夜凪景が女優として成長する姿を描く。映画・演劇界からも評価が高かった。
2022年には舞台化の予定があったが、後に中止が発表された（中止の経緯についても後述）。

## ストーリー
役者志望の女子高生、夜凪 景（よなぎ けい）はプロダクション『スターズ』のオーディションを受けるが、不合格となる。しかしその選考にかかわっていた映画監督「黒山 墨字（くろやま すみじ）」と出会い、黒山の率いる『スタジオ大黒天』に所属し、役者をめざし成長していく姿を描く。

## 登場キャラクター

### スタジオ大黒天
夜凪 景（よなぎ けい）
本作品の主人公で、女優志望の高校2年生。16歳。5月15日生。身長168センチメートル。2年5組出席番号40番。
人目を引く端正な容姿とスタイル、高めの身長と頭身、さらに恵まれた身体能力・運動神経の持ち主。一般人とは多少異なる感性を持ち、孤立気味で友達もいない。クールな外見に反してかなり天然な面がある。好きな映画は「ローマの休日」「カサブランカ」「風と共に去りぬ」などラブロマンス好き。
母親を亡くし、父親は家を出て行ったため弟と妹と三人で暮らす。家を出た父親から仕送りをされているが、手を付けることを拒んでいるため、景のアルバイト以外収入はない。そのため部活の勧誘は全て断り、俳優活動をするまで弟妹の給食費を滞納していた描写がある。物語初期は人間味が薄く、演じるように感情を出すため、妹から怖がられる。賞金を目的に弟妹たちに勧められ役者オーディションを受け、いろいろな役者や演出家に触れ、役者を志すようになる。
幼少期より家に残された多くの映画を見て、自らの過去を追体験するメソッド演技法を無自覚に身に着けた。感情面では周囲の者を自身の役に引き込むほどの没入した演技を見せる。しかしそれは「その感情になった夜凪景」としての演技で、自身の体験したことのない感情やシチュエーションを演じることができなかったり、台本や演出通りの芝居ができず暴走するなど荒削りな部分も見せる。
失踪している父親に関しては多くを語らないが、舞台「羅刹女」の役作りをする際に父親の記憶を思い出すことで「怒り」の感情を自身に落とし込んでいる。
黒山が立ち上げたスタジオ「大黒天」に所属し、CM・エキストラ・映画「デスアイランド」・舞台劇「銀河鉄道の夜」出演と数々の現場に立ち成長を遂げていく。
黒山 墨字（くろやま すみじ）
スタジオ「大黒天」所属の映画監督。35歳。8月14日生。血液型B型。身長175センチメートル。好物は酒とつまみ。趣味は隠れて可愛い動物写真を眺めること。元喫煙者。
カンヌ・ベルリン・ヴェネツィアの世界三大映画祭全てに入賞しているが国内では無名。現役俳優の演技では納得できず、自身が撮りたい作品のための役者を探していた。劇団天球の稽古場にも出入りし、スターズのオーディションにて景の芝居を見て気に入り、自身のスタジオにスカウトした。メソッド演技法だけでは対応できない現場に景を放り込み、彼女を一気に成長させる。
元々は星アリサのようなどんな色にも染まる役者を求めており、同様の素質を持つ景を見つけたことで自身の最高の映画を撮るための役者として育てる。
「羅刹女」では、景の出演するサイド「甲」ではなく、百城千世子の出演するサイド「乙」の演出担当として景に勝つための演出を考える。
柊 雪（ひいらぎ ゆき）
スタジオ「大黒天」所属の映像制作担当。20歳。12月25日生。血液型A型。身長156センチメートル。好物は水炊き、納豆やオクラなどのネバネバしたもの、デザート全般。嫌いなものはブロッコリー、中身のない会話をする男。特技はクレーム処理、適度なスルー。好きな映画は「ジョゼと虎と魚たち」「(500)日のサマー」「ブルーバレンタイン」。
黒山の補佐として働く女性。いつも無茶苦茶な黒山に振り回されている苦労人であり、スタジオ大黒天に景が所属してからは、景の代わりにルイとレイの面倒を見ている。
元は本作のプロトタイプ『阿佐ヶ谷芸術高校映像科へようこそ』に登場する映画監督志望の高校生。

### 夜凪家
夜凪景の家族。小説家である景の父親は蒸発し、母親は他界している。
夜凪 レイ（よなぎ レイ）
景の妹。ルイとは双子。メソッド演技をする姉を怖がる。
夜凪 ルイ（よなぎ ルイ）
景の弟。レイとは双子。「ウルトラ仮面」のファン。

### スターズ
星 アリサ（ほし アリサ）
芸能事務所「スターズ」の社長。54歳。星アキラの母。
かつての天才女優で名声をほしいままにしていたが、度重なる重圧で心を壊してしまい、自分のような俳優を生み出さないようにとの思いで「スターズ」を作る。
所属タレントを事務所の管理下に置こうとするマネージメントを徹底しており一部の所属タレントや関係者からは反発する声も出ている。しかしその経営方針は上述の心を壊す俳優を生まないように、との思いからであり、特に景や阿良也のような己を忘れるほど没入する演技法を「戻ってこれなくなる」として危険視している。
星 アキラ（ほし アキラ）
芸能事務所「スターズ」所属の容姿端麗な俳優。18歳。誕生日は2月14日。
子ども向け番組「ウルトラ仮面」に出演する。趣味は運動すること。運動神経はある方ではないが俳優として必要なため鍛えてるうちに日課となり今ではスポーツマンに。努力が得意。好きな映画は「スパイダーマン2」「ダークナイト」「キャプテン・アメリカ/ウィンター・ソルジャー」。プライベートのときは変装のため、ウルトラ仮面のお面を持ち歩いている。
子役時代から芸能活動するが、コネでほとんどの仕事を得ており、本人もそれを自覚している。しかし演技指南書を読み漁り、運動神経の悪さを克服するなど大変な努力家である。演技ではどの役も卒なくこなすが反面突出するものもなく、景や阿良也など天才たちを前に苦渋の思いをしており、また世間の評価と自身の実際の実力との差に直面し苦々しく思う。
景と共に阿良也の舞台を観劇したことで、熱愛報道にまきこまれる。なし崩し的に参加した「銀河鉄道の夜」で景ら舞台俳優達の演技に触れ、泥臭い演技を身につけ、主役を引き立たせる「脇役」の立ち位置を開花させる。
百城 千世子（ももしろ ちよこ）
〈天使〉の呼び名で知られる若手トップ女優。芸能事務所「スターズ」所属。17歳。4月1日生。
呼び名通りに見た目は可憐な美少女だが、役者として自らの出演作を成功させることに誰よりも心血を注ぐ並々ならぬプロ根性の持ち主。自己を俯瞰し客観視する力に長け、撮影で使用されるカメラ映像を全てチェックして自分が映る画角や構図を理解し、共演者のNGすらフォローしてOKにできてしまう。台本の読み込み、立ち回りの精度は異常なレベルに達し、5分を超える長回しの長台詞も息をするようにやってのける。
煌びやかなイメージと天才的な能力から苦も無く演技しているように見えるが、実際には密かに血の滲むような努力を重ねることで今の地位と人気を獲得している。自身の出演作品や周囲の関係者に対して高いサポート能力を持ち、忙しい身であるにも関わらず共演者の過去の出演作を網羅するほど仕事に関しては完璧主義な人物。演技では役の感情を自分自身に落とし込み掘り下げる景とは対照的に、世間の視聴者たちが求めている”天使”という非現実的な美しさを持つ偶像を徹底して演じることに長けている。一方で彼女自身の本心・人物像はほとんど見せず、景からは顔が視えないと表現され、手塚からは千世子の仮面の演技は見飽きたと語られるなど、あくまで美しく見えるだけの上っ面の演技しかしていないことを周囲から指摘されている。
「デスアイランド」で景と共演した後も交流を続けており、時には友人として助言を送るなどしているが、本心では彼女の役者としてのポテンシャルと成長速度に脅威を感じており、表には出さずとも沸々と対抗心を燃やしている。
「羅刹女」では、自分の”天使”としての殻を破るため天知の誘いに応じ、サイド「乙」に出演する。
サイド「甲」における景の鬼気迫る演技を観たことで「景には勝てない」と諦めの言葉を口にするが、その後の黒山の手解きによってそれまで培ってきた”天使”としての演技と新たに身に付けたメソッド演技法による感情を剥き出しにした泥臭い演技を織り交ぜ、その落差によって観客を惹き込むという新たな境地へと成長する。
町田 リカ（まちだ リカ）
芸能事務所「スターズ」所属の女優。「デスアイランド」オーディションで進行役をつとめたり、撮影現場の紹介などの司会進行的な役割をする。
和歌月 千（わかつき せん）
芸能事務所「スターズ」所属の女優。16歳。7月17日生。
景と一緒に「スターズ」のオーディションを受け、合格する。しかし合格した自分より景の演技のほうが優れていると感じ、彼女を強く意識する。なぜかいつも堂上に絡まれる。
「羅刹女」ではオーディションに合格し、サイド「乙」の沙悟浄を演じる。
堂上 竜吾（どのうえ りゅうご）
芸能事務所「スターズ」所属の俳優。19歳。9月19日生。
撮影中に嘔吐した景を「ゲロ女」と呼ぶ。軽い印象だが現実主義者。景のアドリブを見て即座に心情を読み取るなど実力は高い。当初は景の演技を認めていなかったが、クライマックスシーンの彼女の鬼気迫る演技を見て考えを改める。いつも和歌月に絡む。
手塚 由紀治（てづか ゆきじ）
芸能事務所「スターズ」所属の男性演出家。映画「デスアイランド」の監督。38歳。誕生日は11月23日。
常にサングラスを着用しているが、本人は｢キャラ付け｣と言っている。
初監督作品でNGを重ねた主演女優を泣かせ、素晴らしい演技を引き出すが、後日女優の事務所からのクレームで業界内での仕事を失う。5年後にスターズに拾われてからはOKしか言わない監督になり、業界から重宝され、撮る映画は軒並み売れたが、ルーチンワーク化した仕事に飽きてしまう。そんな時、景の芝居をオーディションで見て何らかの意図から彼女を採用する。
清水（しみず）
アリサの秘書。肌が黒い。アリサからしばしば「スミス」と呼ばれている。

### 「デスアイランド」共演者
※スターズが企画した映画。〈原作漫画〉も含めて作中オリジナル作品。
烏山 武光（からすやま たけみつ）
男性俳優。芸能事務所「劇団遊劇座」所属。沖縄県出身。18歳。誕生日は5月5日。
体も声も大きい感覚派俳優。役者として売れるために、ほんの少しのチャンスでも逃さないように声を大きく、ハキハキと話すなどのアピールをすることを心掛けている。「デスアイランド」のオーディションで景と同じ組になって演技をする。
役者の仕事の傍ら、工事現場の作業員としてアルバイトをしている様子がうかがえる。
「羅刹女」でサイド「甲」の猪八戒を演じる。
源 真咲（みなもと まさき）
男性俳優。芸能事務所「オフィス華野」所属。17歳。誕生日は6月10日。
視野が広く勉強を怠らない秀才型であり、｢デスアイランド｣の台本を覚え込んで来ており、オーディションに参加するに辺り、原作の漫画を読んでハマったりしている。そのため、作品の素晴らしさを武光に語っている。｢デスアイランド｣のオーディションで景と組む。
湯島 茜（ゆしま あかね）
女性俳優。芸能事務所「オフィス華野」所属。気遣い上手な関西弁のお姉さん。18歳。誕生日は12月1日。
関西圏出身。高校を中退して上京し、中国料理店でアルバイトをしつつ役者を目指す。
｢デスアイランド｣のオーディションで景と同じ組になる。オーディションに懸ける思いから、審査課題に対して真咲と武光が作った話の流れをぶち壊すように見えた景に激昂した。その後、時間をかけて景のことを理解し和解している。
原作担当のマツキは、茜と関わっていくことで景のキャラクターが明確になり、本作が描きやすくなったと語っている。

### 劇団天球
※『銀河鉄道の夜』を演劇化して上演する。
明神 阿良也（みょうじん あらや）
巌に見出された劇団天球所属の舞台男優。21歳。10月10日生。
百城ほどの知名度はないが、あらゆる賞を総ナメし、演劇界の怪物憑依型カメレオン俳優と呼ばれる。狩人役を演じるために狩猟免許を取って狩りを行うなど徹底した役作りで役を掴み、それを舞台上で観客に丁寧に伝えることに長ける。景と似通った演技方法だが数歩上を行き、他人の演技に対する指摘も的を射ている。周囲の物事を自身の役に取り入れることを「喰う」と表現する、役者を「臭い」で形容するなど、普段は独特の世界観と言動が目立つ変人だが、それすらメディアに評価される。またデリカシーなく相手を逆撫でするような発言を悪気なく発するため、初対面の者相手に反感を買われやすい。アルコールに関してはほぼ耐性がなくひと口飲むだけで卒倒してしまう。
巌に拾われるまではほぼ浮浪者のような生活を送っており、その後も演劇に興味を示さなかったが、巌を訪ねてきた若かりし星アリサの出立に魅入ったことで役者を志すようになった。
「銀河鉄道の夜」では唯一生者として乗車するジョバンニを演ずる。公演初日の本番直前に巌危篤の報を聞き動揺するも、景の叱咤で気持ちを立て直し本番を迎える。舞台では景と同等レベルの没入した演技を見せるが、没入するあまり景の演じるカムパネルラを通して死にゆく巌を重ねてしまい、台本にない行動を取ってしまう。しかし巌から託された思いと劇団という居場所や仲間たちがいることを思い出したことで役に溺れることなく、公演初日を乗り切り無事成功させる。
「羅刹女」ではサイド「乙」の孫悟空役を演ずる。
青田 亀太郎（あおた かめたろう）
劇団天球所属の舞台男優。愛称は「亀」。22歳。11月8日生。
普段から他人に対して軽口で絡み、ボケやノリツッコミをする劇団のムードメーカー。三坂からは特にぞんざいに扱われる。演劇ではユーモラスなキャラクターを活かし、主役を引き立たせる「脇役」として定評があり、巌からも「舞台上では阿良也と張り合う」と評価される。
「銀河鉄道の夜」ではザネリを演じる。
三坂 七生（さんざか ななお）
劇団天球所属の舞台女優。23歳。誕生日は3月7日。
キツい目つきと辛辣な言動でやや取っつきにくい印象を与えるが演技に対する思いは熱く、劇団仲間から「詐欺」と称されるほどのガラリと印象の変わる演技を行う。ノンアルコールでも酔う。
強気な性格と言動で学校では孤立気味だったが、巌の舞台に出会い、彼に直談判して劇団天球入団を決めた。そのため巌演出の舞台に人一倍強い思い入れを持ち、舞台を成功させることで巌に少しでも長く演劇界に留まってもらいたいと思っている。その思いから急遽キャスティングされた景の才能を試そうと、汽車の中を演じるエチュードを出題する。
「銀河鉄道の夜」では乗っていた客船が沈没し、銀河鉄道に乗ることになった少女を演じる。
巌 裕次郎（いわお ゆうじろう）
世界的にも有名な舞台演出家。男性。78歳。誕生日は6月2日。身長は176センチメートル。血液型はB型。喫煙者であり、煙草の銘柄はピース（20）。
感情を臭いと表現し臭う役者しか使わない信念を持ち、物を投げたり罵声を浴びせて指導するなど非常にスパルタな演出指導を行う。黒山の依頼で景を「銀河鉄道の夜」にキャスティングする。
そもそも劇団｢天球｣は、自分のせいで星アリサの役者人生を終わらせてしまった罪滅ぼしとして立ち上げたものであり、劇団が軌道に乗ってきた際にはアリサを役者として起用とするも断られている。
末期の膵臓癌を患うも劇団員達には隠し、「死」の演技指導を施すためカムパネルラ役の景のみに明かす。治療に専念するよう景に言われるが「俺の死で舞台がよくなりゃそれでいい」と、最期まで演出家としての仕事を全うする。
病の激痛に耐えながら劇団員たちの指導を行っていたが、公演初日にとうとう危篤状態となってしまい、薄れゆく意識の中で劇団員たちと共に過ごした幸福を噛み締めながら眠るように息を引き取った。

### 杉並北高校
吉岡 新太（よしおか あらた）
景のクラスメイト。17歳。誕生日は9月8日。A型。身長は156センチメートル。2年5組出席番号39番。
映画好きで｢映像研究部｣を立ち上げる。2年生になって景の隣の席になった瞬間から、彼女の映画を撮りたいとノートに脚本を書いていた。自主製作の映画｢隣の席の君｣。
朝陽 ひな（あさひ ひな）
映研の女子幽霊部員。16歳。誕生日は12月6日。AB型。身長は160センチメートル。2年5組出席番号1番。
クラスメイトの景に友達になろうと声をかけたが冷たい目線と対応に傷付けられたため、それ以来無視している。遼馬に好意を抱いているが伝わっていない。口癖は｢フツー｣。
新太から送られてきた動画に映る景のメッセージを受けて、それまでの景の印象に変化を受けている。翌日、景と新太を含めたグループライン｢杉北高映研｣を作った。
花井 遼馬（はない りょうま）
映研の男子幽霊部員。16歳。誕生日は12月18日。O型。180センチメートル。2年1組出席番号28番。
ひなと一緒に部室を溜まり場として使っている。現在素行不良だが、野球一筋だった時期があるらしい。

### 「羅刹女」関係
※『西遊記』に材をとった作中オリジナル演劇
天知 心一（あまち しんいち）
芸能プロデューサーの男性。
常に薄笑いを浮かべる。目を付けた役者に「良い話」と称して、意図的に世間の注目を集めた作為性の強い企画を持ち込む。黒山曰く「守銭奴」。人の心を大事にしているとは言うが、その心根を示す胸ではなく自身の脳幹を指差している。
「銀河鉄道の夜」で注目された景の過去・経歴に目を付け、悲劇性を誇張した売り出しを画策する。巌の葬儀の場に現れるが、提案を拒否されたことで即座に方針を転換、掌を返すように実はドッキリであったと嘯き、自身の損害を顧みず景を題材にした週刊誌を出版直前で差し替えさせる。
その後、景と千世子のダブルキャスト企画「羅刹女」をプロデュースする。
山野上 花子（やまのうえ はなこ）
眼鏡をかけた女性。景の父親の元交際相手。30歳。北海道出身。芸術家（本業は画家だが、大学進学を気に彫刻の勉強を始め、小説家として芥川賞受賞経験もある）。
自身の作品に対して一切の妥協を許せない性格。自作「羅刹女」舞台化に際して、天知の紹介でサイド「甲」の演出にたずさわる。
役作りで登山中の景と偶然出会う。彼女と同様、自身も登山をして「羅刹女」の舞台をイメージし、登場人物たちの心情を感じようとしていた。山で景に自身の思い描く羅刹女のイメージを教え、人ではない存在を演じることのアドバイスを伝えている。当初は王賀美が助演と聞かされて下山せず、演出家として参加することを断ろうと思っていたが、成長した景による羅刹女が見たいと思い直し下山する意志を固めた。
学生時代はその性格から奇異の目で見られ周囲から距離を置かれていたことや、景の父親に自身の恋心を弄ばれたことなど、心を開きかけた相手に裏切られた過去から「怒り」の感情に囚われてしまっている。
景が演じる羅刹女に自身の「怒り」を忠実に投影させるため、さらに怒りの感情を高めようと公演初日の開演直前にかつて景の父親と交際しており景の母親の葬儀のときにも彼と一緒にいたと告げ、景の怒りを引きだそうとする。
しかし山野上自身に怒りの落とし所である「許す」という着地点が見えていないため、怒りに囚われた者の行先が見たいという目的のためにたとえ公演が崩壊することも構わず景を必要以上に煽るなど演出家としては過激な行動を取る。
王賀美 陸（おうがみ りく）
米国映画界のハリウッドで活躍する映画俳優。26歳。身長188センチメートル。誕生日は2月1日。AB型。ファンからの愛称は「リッキー」。
天性のスター性と存在感を持ち、公園で存在が認知されただけで周囲に人だかりができるほどの知名度を誇る。
もとはスターズ所属だったが、その強すぎる存在感ゆえに共演する俳優が飲み込まれてしまうことを危惧し徹底的に管理しようとする事務所のマネージメントに反発しスターズを出奔、渡米した経歴を持つ。
演技練習や役作りは一切行っておらず、圧倒的な存在感のみを武器とし王賀美もそれを自覚しているため自分らしくあることをただひたすら追求する。
豪放磊落で堂々とした振る舞いを見せ、何がスイッチになって怒りだすかわからない気分屋かつ我の強い性格も上述の理由によるが、決して自己中心的というわけではなく共演者に対しては彼なりの協調性を見せ、ファンへのサービスも積極的に行う。しかしその破天荒な言動により業界内外からは彼に批判的な声もある。
「羅刹女」では、サイド「甲」の孫悟空を演じる。これまで常に主役を張ってきたが、この作品ではその存在感を利用し、あえて観客のヘイトを集め悪役に転じることで相手を際立たせるという方法で見事に助演を演じきった。
白石 宗（しらいし そう）
ミフネ倶楽部所属のベテラン俳優。38歳。身長176センチメートル。誕生日は10月1日。A型。柔らかな物腰と丁寧な言動から落ち着いた印象を与える人物。
10年ほど前に出演映画の撮影中に偶然映り込んだ、当時は一般人だった王賀美が放つ存在感に目を奪われており、それをきっかけに王賀美がスターになっていく過程を見守っていた。
王賀美が日本の映画業界に不満を持ち、スターズを辞めて渡米するときにも会話を交わしている。先輩俳優として王賀美を日本の芸能界に引き止められなかったことを後悔している。
一見、地味な印象を与えるがそのあまりにも落ち着いた言動から王賀美とはまた違った存在感を放ち、彼から発せられるセリフは不思議な説得力を持つ。配役では白石のイメージ通りである落ち着いた役の他に極道などヒール役としても定評がある。
「羅刹女」でサイド「甲」に参加している。役柄は三蔵法師。
朝野 市子（あさの いちこ）
女優。20歳。身長158センチメートル。誕生日は3月3日。AB型。オフィスベリー所属。
子役時代から芸能活動をしているため芸歴は長い。しかし自身の力では抗いようのない芸能界における浮き沈みを垣間見たことで諦観の念を心に抱えており、向上心をなくしてしまっている。
サイド「甲」に参加し沙悟浄を演じる。
渡戸 剣（とべ けん）
俳優。劇団天球を立ち上げる以前の巌のもとで多くの作品に出演、星アリサとの共演もあった。サイド「乙」に参加し三蔵法師を演じる。
山寺 英司（やまでら えいじ）
お笑い芸人出身のマルチタレント。サイド「乙」に参加し猪八戒を演じる。

### その他
高田 高二郎（たかだ こうじろう）
ミフネ倶楽部所属のベテラン俳優。時代劇のエキストラとして参加した景に「迫真と暴走は違う」とアドバイスする。
監督
高田主演の時代劇の監督。氏名未詳。「銀河鉄道の夜」の舞台を高田と一緒に観劇する。

## 前身
阿佐ヶ谷芸術高校映像科へようこそ
本作のプロトタイプ。第2回ストキンPro準キング受賞作。マツキと宇佐崎のデビュー作。『週刊少年ジャンプ』2017年9号掲載。単行本未収録。

## 連載の経緯

### 連載開始
週刊少年ジャンプ編集部は若手に力を入れており、原作志望者を対象にした第2回ストキンProでマツキが準キングを受賞した。投稿作『阿佐ヶ谷芸術高校映像科へようこそ』の掲載権を得たマツキは、作画担当にTwitterで活動していた当時18歳の宇佐崎を指名した。
『阿佐ヶ谷』は『週刊少年ジャンプ』2017年9号に掲載された。その後、マツキと宇佐崎は別作品で連載獲得を目指すが、なかなか企画が通らなかった。そこで原点に戻る形でデビュー作『阿佐ヶ谷』の数年後を舞台にした『アクタージュ act-age』の1話を提出したところ、連載が決定した。

### 人気の上昇
当初は主人公・夜凪景の芝居の特殊性を強調するため、迫真の演技しかできないという欠点を読者に隠しながら話を作っていた。また、宇佐崎の経験不足もあり、制作面で苦戦を強いられた。「デスアイランド編」を通して作品の流れが安定し、原作担当のマツキも『アクタージュ act-age』は「夜凪景が人間性を獲得してゆく話」であると気付いたという。
その後は人気が上昇し、「『夜凪景』女優化プロジェクト」といったメディア展開や各漫画賞の受賞などが相次いだ。2020年6月には、舞台化と夜凪役のオーディションが発表された。このころの『週刊少年ジャンプ』は『鬼滅の刃』・『ハイキュー!!』・『約束のネバーランド』など人気作の終了が相次いでおり、本作は『呪術廻戦』・『チェンソーマン』などと共に次世代の『週刊少年ジャンプ』を担う作品として注目されていた。

### 連載終了
ところが2020年8月8日、原作担当のマツキが強制わいせつの疑いで逮捕され、概ね容疑を認めたと報道された。これを受け、集英社編集部は作画担当の宇佐崎との話し合いの上、同年8月11日発売の週刊少年ジャンプ36・37合併号掲載分を以て連載を終了することを発表した。
8月17日、単行本の13巻以降の新刊は発売中止、既刊の1巻 - 12巻は無期限の出荷停止にすると発表された。

## 社会的評価
11巻はオリコン「週間コミックランキング」で10位にランクインした。2020年6月時点で累計発行部数は300万部を突破している。
2019年には『呪術廻戦』、『地獄楽』とならんで「集英社PUSH3作品」に選出された。
出版・教育評論家の飯田一史は「社会性のなかった人が周りと関係を深めていく少年漫画的な要素が本作の魅力の1つで、誰かが別人になる瞬間、役に感情を重ねて体から発した迫力がこれでもかと伝わってくる瞬間の絵は説得力があり、実際の演劇・映像にもできない役者漫画のお手本のようだ」と評した。
本の総合誌「ダ・ヴィンチ」のライター古林恭は単行本9巻までのレビューで「芝居がテーマで女優が主人公なのは少年ジャンプでは異質にも思われるが、才能ある主人公が情熱をもって努力して仲間を増やし、ライバルと競い合って世界を変えていく王道作品」と評した。
フリーのライター・ドラマ評論家の成馬零一は「『ガラスの仮面』の影響が強い作品で特に演劇と役者がシンクロしていく様にそれが見受けられ、また興味深い点としてメソッド演技の魅力と危うさを描きながらそこから現実に戻ってくる方法も描き、少年ジャンプという大手漫画雑誌だからこそ出てきた開かれた表現論だ」とした。
劇作家・演出家の三浦直之は「少年ジャンプの異能力系バトル漫画のようで演技で理解することをについて考えようとしていると言い、松井周も演技描写はかなり丁寧で演技中のハプニングで役者の「身体」が露呈するシーンを例にメソッド演技の先をもっと描こうとしている」と指摘した。
| 受賞年 | セレモニー                             | 部門・賞            | 受賞対象             | 出典   |
| ------ | -------------------------------------- | ------------------- | -------------------- | ------ |
| 2018年 | 次にくるマンガ大賞2018                 | コミックス部門・5位 | アクタージュ act-age | [ 33 ] |
| 2019年 | 全国書店員が選んだおすすめコミック2019 | 3位                 | アクタージュ act-age | [ 33 ] |
| 2019年 | 第43回講談社漫画賞                     | 少年部門ノミネート  | アクタージュ act-age | [ 45 ] |

## メディアミックス

### 『夜凪景』女優化プロジェクト
夜凪景を実在する女優として扱い、企業とのキャンペーンタイアップやイベント実施を目指すプロジェクト。2018年11月2日より行われた。
SHIBUYA TSUTAYAの期間限定店長、日本大学藝術学部の入試ポスターモデル、消防庁ポスターモデル、週刊プレイボーイでのグラビア風イラスト（水着姿など）、JVCケンウッドイヤホンコラボ（ワイヤレスイヤホンなど）がある。

### 舞台
2022年に『アクタージュ act-age 〜銀河鉄道の夜〜』のタイトルで舞台化される予定であった。脚本・演出は松井周が担当。ヒロインの夜凪景役はオーディションによって決定され、グランプリ獲得者はホリプロインターナショナルとの専属契約が約束されることになっていた。前述の不祥事による連載終了を受け、2020年8月11日、ホリプロとホリプロインターナショナルより舞台上演の中止が発表された。なお、既に応募を受け付けていた夜凪景役のオーディションも中止となった。

## 書誌情報
- マツキタツヤ（原作）・宇佐崎しろ（漫画） 『アクタージュ act-age』 集英社〈ジャンプ・コミックス〉、全12巻（未完）
  1. 「夜凪景」2018年5月7日発行（5月2日発売[集 1]）、ISBN 978-4-08-881483-4
  2. 「千世子の仮面」2018年7月9日発行（7月4日発売[集 2]）、ISBN 978-4-08-881509-1
  3. 「ありがとう」2018年8月8日発行（8月3日発売[集 3]）、ISBN 978-4-08-881583-1
  4. 「阿良也の役作り」2018年11月7日発行（11月2日発売[集 4]）、ISBN 978-4-08-881657-9
  5. 「星アキラ」2019年2月9日発行（2月4日発売[集 5]）、ISBN 978-4-08-881694-4
  6. 「カーテンコール」2019年5月7日発行（5月2日発売[集 6]）、ISBN 978-4-08-881795-8
  7. 「そういう普通」2019年7月9日発行（7月4日発売[集 7]）、ISBN 978-4-08-881878-8
  8. 「邂逅」2019年9月9日発行（9月4日発売[集 8]）、ISBN 978-4-08-882051-4
  9. 「花子の絵」2019年12月9日発行（12月4日発売[集 9]）、ISBN 978-4-08-882103-0
  10. 「開戦」2020年2月9日発行（2月4日発売[集 10]）、ISBN 978-4-08-882205-1
  11. 「風」2020年5月18日発行（5月13日発売[集 11]）、ISBN 978-4-08-882284-6
  12. 「ロードショー」2020年7月8日発行（7月3日発売[集 12]）、ISBN 978-4-08-882351-5